# لوکا کرکو
لوکا کرکو (انگلیسی: Luca Crecco؛ زادهٔ ۶ سپتامبر ۱۹۹۵) بازیکن فوتبال اهل ایتالیا است.
از باشگاه‌هایی که در آن بازی کرده‌است می‌توان به باشگاه ورزشی لاتزیو، باشگاه فوتبال مودنا، باشگاه فوتبال ویرتوس لانچانو، باشگاه فوتبال دلفینو پسکارا، و باشگاه فوتبال ترنانا اشاره کرد.
او هم‌چنین در تیم‌های ملی فوتبال زیر ۱۸ سال ایتالیا، زیر ۱۹ سال ایتالیا، و زیر ۲۰ سال ایتالیا بازی کرده‌است.